# Caffrogobius caffer
Caffrogobius caffer je paprskoploutvá ryba z čeledi hlaváčovití (Gobiidae).
Druh byl popsán roku 1874 ichtyologem Albertem Güntherem.

## Popis a výskyt
Maximální délka ryby je 18 cm.
Tělo protáhlé, válcovité, vzadu stlačené. Hlava lehce stlačená. Barva těla lehce žlutá s 9-12 tmavými pruhy. Někteří jedinci (zvlášť samci) mají velmi tmavou barvu. Hřbetní ploutve tmavé až černé s 2-4 vodorovnými pruhy. Okraje hřbetní a řitní ploutve bílé. Zbývající ploutve tmavé či bezbarvé. Malé tmavé skvrny na hlavě. Tmavý pruh od očí k ústům. Kulatá černá skvrna na zadním okraji skřel. Nepravidelné černé skvrny na bázi prsních ploutví.
Byla nalezena ve vodách Západního Indického oceánu a Jihovýchodního Atlantiku: od zátoky Maputo po Kapský poloostrov. Byl nahlášen také v brakických vodách Madagaskaru. Obývá přílivové skalní tůně.